# Mona Darkfeather
Mona Darkfeather, pseudonimo di Josephine M. Workman (Boyle Heights, 13 gennaio 1882 – Los Angeles, 3 settembre 1977), è stata un'attrice statunitense.

## Biografia
Nata in California, aveva origini europee e cilene.
La sua carriera nel mondo del cinema è durata circa sette anni, dal 1910 al 1917, in cui ha preso parte a oltre 100 produzione tra cortometraggi e lungometraggi, in particolare di genere nativo-americano o western. 
Nel 1909 rispose a un annuncio su un giornale pubblicato dalla Bison Motion Pictures del produttore e regista Thomas H. Ince, che stava cercando una figura femminile con qualità fisiche per interpretare una nativa-americana che sapesse fare acrobazie o cavalcare. Nel 1911 adottò il nome d'arte Mona Darkfeather e in seguito "Princess" Mona Darkfeather.
Dal 1912 al 1928 (divorzio) e di nuovo dal 1937 al 1944 (morte del marito) è stata sposata con il regista e attore Frank Montgomery, con cui spesso ha lavorato. Nel mezzo (1928–1935) ebbe un altro matrimonio.
Nel 1914 si unì alla Universal Film Company e nel 1917 si ritirò dallo schermo. Continuò per un periodo a lavorare nel mondo del teatro.
È morta a Los Angeles nel 1977 all'età di 95 anni.

## Filmografia parziale
- Darkfeather's Strategy, regia di Frank Montgomery (1912) - cortometraggio
- The Massacre of Santa Fe Trail, regia di Frank E. Montgomery (1912) - cortometraggio
- Justice of the Wild, regia di Frank E. Montgomery (1913) - cortometraggio